# Розкішна Енні
Розкішна Енні (англ. De Luxe Annie) — американська драма режисера Роланда Веста 1918 року.

## Сюжет
Енні — жертва амнезії. У цьому стані, забувши чоловіка і друзів, вона стає головним злочинцем. Але операція над відновленнями її пам'яті, змушують її зіткнутися з наслідками своїх дій.

## У ролях
- Норма Толмадж — Джулі Кендал (Розкішна Енні ІІ)
- Юджин О'Брайєн — Джиммі Фіцпатрік
- Френк Міллс — Вальтер Кендал
- Една Хантер — місіс Арчер (Розкішна Енні І)
- Фред Р. Стентон — детектив Кронін
- Джозеф Бурк — Сайрес Монро
- Едвардс Девіс — доктор Фернан Нібло
- Харріет Дженкінс — Джанет Кендал
- Девід Барнс — Джо — продуктовий клерк